# Jö Bonus Club
Der jö Bonus Club (häufig kürzer jö Club) ist ein österreichisches Kundenbindungsprogramm. Er wurde im Jahr 2019 von REWE und OMV mit weiteren Partnern gestartet. Für jeden Einkauf erhalten Teilnehmer sogenannte „Ös“, die in  Prämien umgewandelt oder gespendet werden können. Neben dem Punktesystem gibt es weitere Vorteils- und Rabattaktionen.

## Geschichte

### Hintergrund
Die Kundenkarten der REWE-Vertriebslinien wie Adeg, Billa, Bipa und Penny waren untereinander nicht kompatibel. Im Februar 2019 kündigte REWE die Gründung eines gemeinsamen Systems namens „jö Bonus Club“ an. Dies wurde von Beobachtern als Angriff auf Payback gewertet.

### Start des Clubs
Der offizielle Start des Kundenbindungsprogramms erfolgte im Mai 2019. Es war von Beginn an offen für weitere Partner. Dazu gehören mittlerweile die Einzelhandelsunternehmen Libro und Pagro Diskont, die Bawag, die OMV-Tankstellen und die Zgonc-Fachmärkte. Innerhalb eines Monats registrierten sich zwei Millionen Nutzer, nach vier Monaten war die Marke von drei Millionen Mitgliedern überschritten. Die parallel zur Kundenkarte eingeführte Smartphone-App installierte mehr als die Hälfte der Teilnehmer.

### Neue Entwicklungen
2021 wurde der jö Bonus Club um die Möglichkeit zur kontaktlosen Bezahlung erweitert. Hierbei setzten die Betreiber auf in der jö-App abrufbare Barcodes, die an der Kassa eingelesen werden. Das „Bluecode“ genannte Verfahren ist mit Face ID, Touch ID oder PIN geschützt.

## Gegenwart

### Betreiber
Der jö Bonus Club wird von der „Unser Ö-Bonus Club GmbH“ mit Sitz in Wiener Neudorf betrieben. Es handelt sich um ein selbstständiges Unternehmen in der Rechtsform einer Gesellschaft mit beschränkter Haftung. Das Unternehmen ist eine Tochtergesellschaft der REWE International und befindet sich damit mittelbar im Besitz der Kölner REWE Group, in deren Konzernabschluss es konsolidiert wird.

### Anmeldung
Die Teilnahme am jö Bonus Club ist kostenlos. Zur Anmeldung sind alle natürlichen Personen ab einem Alter von 16 Jahren berechtigt. Voraussetzung ist ein Hauptwohnsitz in einem Land des Europäischen Wirtschaftsraums oder in der Schweiz. Die Registrierung kann über digitale Stationen in ausgewählten Filialen, auf der Website des Programms oder in der jö-App auf dem Smartphone oder Tablet erfolgen.

### Funktionsweise
Der jö Bonus Club ist mit anderen Kundenbindungsprogrammen wie Payback vergleichbar: Durch das Vorzeigen der jö-Karte oder jö-App bei Einkäufen in teilnehmenden Geschäften werden Punkte („Ös“) gesammelt, die in Prämien umgewandelt werden können.
Derzeit sind 100 Punkte an der Kassa einen Euro wert. Zu den Prämien kommen Vorteile und Aktionen, etwa Rabatte auf ausgewählte Produkte oder andere Vergünstigungen in der sogenannten „Bonuswelt“. Außerdem können Konsumenten gesammelte Ös an karitative Organisationen spenden.

### Partner
| Unternehmen        | Rabattsammler | Einkaufsbonus | Kassenprozess |
| ------------------ | ------------- | ------------- | ------------- |
| Adeg               | ja            | ja            | ja            |
| Allianz            | nein          | nein          | nein          |
| Bawag              | nein          | nein          | nein          |
| Billa / Billa Plus | ja            | ja            | ja            |
| Billa Reisen       | nein          | nein          | nein          |
| Bipa               | ja            | ja            | ja            |
| Libro              | nein          | ja            | ja            |
| Foodora            | nein          | ja            | nein          |
| OMV                | nein          | ja            | ja            |
| Pagro Diskont      | nein          | ja            | ja            |
| Pearle             | nein          | ja            | nein          |
| Penny Markt        | nein          | ja            | ja            |
| Universal          | nein          | nein          | nein          |
| Verbund            | nein          | nein          | nein          |
| Zgonc              | ja            | ja            | ja            |

### Kennzahlen
In den ersten drei Jahren seines Bestehens stieg die Nutzerzahl auf über 4,2 Millionen. Die jö-Karte oder jö-App werden täglich eine Million Mal genutzt. Alle Teilnehmer haben zusammen bislang (Stand: Mitte 2022) über 17 Milliarden Ös gesammelt und 612 Millionen „Vorteilsbons“ erhalten.

## Kritik

### Datenschutz
Zum Start des jö Bonus Club regte sich Kritik. Es wurde insbesondere vor einer leichtfertigen Weitergabe von Daten gewarnt. Die versprochenen Rabatte stünden in keinem sinnvollen Verhältnis zur Preisgabe des Einkaufsverhaltens. Konsumentenschützer sahen die Vorteile stattdessen eher aufseiten der beteiligten Handelsunternehmen, die ihre Kunden so besser kennenlernen und entsprechende Angebote entwickeln können.
2019 erhielt der jö Bonus Club den Big Brother Award in der Kategorie „Kommunikation und Marketing“. Nach Ansicht der Jury ermögliche die Zusammenführung aller Einkäufe ein weitreichendes Profiling. Für Kunden werde es schwieriger, bei einem Handelsunternehmen einzukaufen, das nicht am Programm beteiligt sei. Kurz nach der Verleihung des Negativpreises riet der Verein für Konsumenteninformation (VKI) zur Abmeldung vom jö Bonus Club. Der Verein hatte Beschwerden verärgerter Mitglieder erhalten.
Als Reaktion argumentierten Vertreter des jö Bonus Club, die Entscheidung über den Einsatz der Kundenkarte ermögliche eine aktive Kontrolle der Weitergabe von Daten. Ferner können Kunden jederzeit selbst einstellen, ob sie dem Profiling zustimmen oder nicht. Nach Ansicht von Branchenexperten ist die Sammlung von Daten nicht mit dem Verhalten US-amerikanischer Technologiekonzerne vergleichbar.
2021 und 2022 verhängte die österreichische Datenschutzbehörde zwei Millionenstrafen gegen den jö Bonus Club wegen Verstoßes gegen die europäische Datenschutzgrundverordnung. Das Unternehmen wies die Kritik zurück und will sich gegen die Bußgelder wehren.
Nachdem der VKI bereits gegen 15 Klauseln in den Vertragsbedingungen im Jahr 2020 geklagt hat, hat 2024 der OGH in einem Teilurteil bei sieben Klauseln dem VKI recht gegeben und sie als unzulässig beurteilt. Gegen die weiteren steht noch das Urteil aus.

### Lieferanten
Kritik am jö Bonus Club kam auch aus der Industrie. Lieferanten befürchteten eine schlechtere Behandlung, wenn sie sich im Unterschied zu Konkurrenten nicht an der Finanzierung des Kundenbindungsprogramms beteiligen, etwa durch den Kauf aggregierter Daten für Marktforschung und Kundenbindung. Mehrere Verbände sahen dadurch das Vertrauensverhältnis zu REWE ernsthaft gestört. Vertreter des Unternehmens wiesen die Vorwürfe zurück und erklärten, man habe auch bei Kooperationen mit Lieferanten das Wohl der Kunden im Blick.